# Rhamphichthys drepanium
Rhamphichthys drepanium är en fiskart som beskrevs av Triques, 1999. Rhamphichthys drepanium ingår i släktet Rhamphichthys och familjen Rhamphichthyidae. Inga underarter finns listade i Catalogue of Life.